# Fútbol en los Mini Juegos del Pacífico de 2017
El fútbol fue uno de los deportes disputados en los Mini Juegos del Pacífico 2017 en Port Vila, Vanuatu. Fue la tercera edición en la que se jugaron un torneo de fútbol en este evento multi-deportivo y la primera vez que se jugaron un torneo femenino. Se disputó del 2 al 15 de diciembre de 2017.

## Participantes
- Participaron seis equipos masculinos y cuatro equipos femeninos.

| Torneo masculino - Fiji - Nueva Caledonia - Islas Salomón - Tonga - Tuvalu - Vanuatu | Toreno femenino - Fiyi - Islas Salomón - Tonga - Vanuatu |

## Resultados
| Evento    | Oro     | Plata | Bronce        |
| --------- | ------- | ----- | ------------- |
| Masculino | Vanuatu | Fiyi  | Islas Salomón |
| Femenino  | Vanuatu | Fiyi  | Tonga         |

## Medallero
| Núm. | País          | Oro | Plata | Bronce | Total |
| ---- | ------------- | --- | ----- | ------ | ----- |
| 1    | Vanuatu       | 2   | 0     | 0      | 2     |
| 2    | Fiyi          | 0   | 2     | 0      | 2     |
| 3    | Islas Salomón | 0   | 0     | 1      | 1     |
| 3    | Tonga         | 0   | 0     | 1      | 1     |